# Leodegrance
En la literatura y leyendas europeas, particular a los Caballeros de la Mesa Redonda, se encuentra el rey Leodegrance.

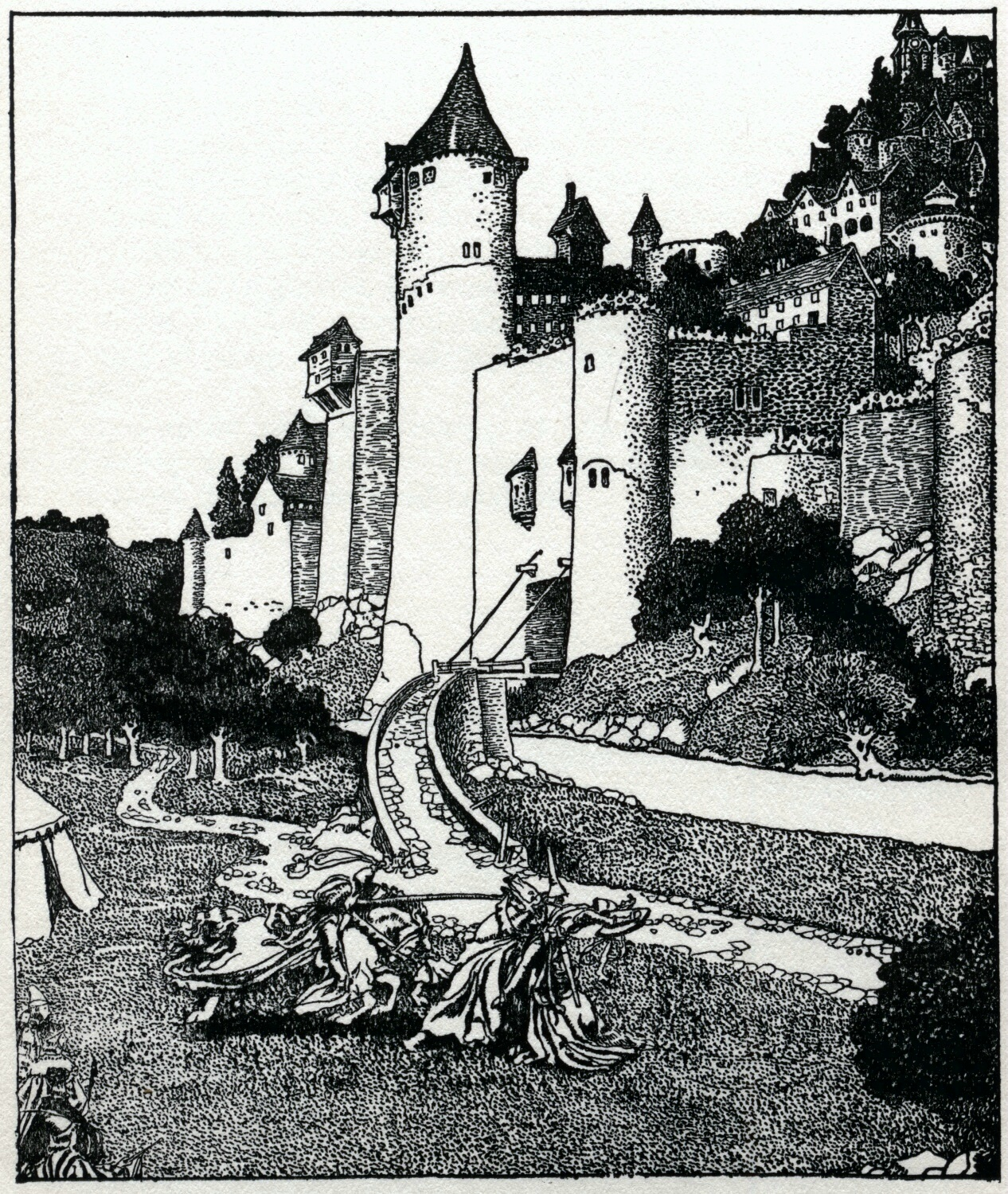
Ilustración (c. 1903) de caballeros en batalla, en lo que hoy es el suroeste de Inglaterra.

El rey Leodegrance / l i oʊ d ɪ ɡ r æ n s /, a veces Leondegrance, Leodogran, o variaciones de los mismos, es el padre de la reina Guinevere en la leyenda artúrica. Su reino de Cameliard (o Carmelide) generalmente se identifica con Cornualles, pero puede estar ubicado en Cornualles bretones cerca de la poblado de Carhaix, que es la Carhaise de L'Histoire de Merlin (siglo XIII).
Leodegrance había servido a Uther Pendragon, el padre biológico del rey Arturo y predecesor de la época. Leodegrance se encargó de mantener la Mesa Redonda en la muerte de Uther. Cuando Guinevere se casa con Arturo, Leodegrance le da la mesa al joven rey como regalo de bodas. En el romance posterior, Leodegrance es uno de los pocos reyes que aceptan a Arturo como su señor supremo. Para esto, su tierra es invadida por el rey rebelde Rience, pero Arturo acude en su ayuda y expulsa al enemigo. Arturo se encuentra con Guinevere por primera vez durante esta excursión, y desarrollan un amor que eventualmente resulta en su matrimonio fatídico.
Según el Ciclo Lancelot-Grail, Leodegrance engendró una segunda hija fuera del matrimonio; también llamó a este niña Guinevere. La "Falsa Guinevere" más tarde, convenientemente, convence a la corte de Arturo de que ella es su verdadera esposa y que su hermana es una impostora, lo que obligó a la verdadera reina y su amante Lancelot a esconderse con su amigo Galehaut. Guinevere finalmente regresa y recupera su trono.
En la mitología galesa, el padre de Gwenhwyfar (Guinevere) es el gigante Ogyruan / Ogyrvan o Gogyrfan, que se menciona en varios textos del medio galés.